# Unomattina Weekly
Unomattina Weekly (fino al 2023 solo come Weekly) è un programma televisivo italiano, spin-off di Unomattina Estate, in onda su Rai 1 dall'11 giugno 2022.
Il programma va in onda nel weekend: il sabato dalle 08:30 alle 10:30, la domenica dalle 08:20 alle 09:35.

## Il programma
La trasmissione è una finestra aperta sul buongiorno estivo degli italiani, con le vacanze, il turismo, il costume e la società.
In studio partecipa anche la "Morning Band" composta da Daniele Pacini, Federico Sagona e Irene Colzani in arte Neena.

## Edizioni
| Edizione | Titolo            | Inizio         | Fine              | Puntate | Conduttori  | Conduttori     | Conduttori        | Sede                                                         |
| -------- | ----------------- | -------------- | ----------------- | ------- | ----------- | -------------- | ----------------- | ------------------------------------------------------------ |
| 1ª       | Weekly            | 11 giugno 2022 | 10 settembre 2022 | 21      | Fabio Gallo | Carolina Rey   | Incoronata Boccia | Studio 1 del Centro di produzione TV Raffaella Carrà in Roma |
| 2ª       | Weekly            | 24 giugno 2023 | 10 settembre 2023 | 19      | Fabio Gallo | Carolina Rey   | Giulia Bonaudi    | Studio 2 degli Studi televisivi Fabrizio Frizzi in Roma      |
| 3ª       | Unomattina Weekly | 8 giugno 2024  | 1º settembre 2024 | 20      | Fabio Gallo | Carolina Rey   | Giulia Bonaudi    | Studio 3 del Centro di produzione TV Raffaella Carrà in Roma |
| 4ª       | Unomattina Weekly | 7 giugno 2025  | in corso          | 15      | Fabio Gallo | Lorella Boccia | Giulia Bonaudi    | Studio 3 del Centro di produzione Rai Biagio Agnes in Roma   |

## Audience
| Edizione | Rete televisiva | Anno | Programmazione | Programmazione | Programmazione | Programmazione | Programmazione | Programmazione | Programmazione | Telespettatori | Share  |
| Edizione | Rete televisiva | Anno | L              | M              | M              | G              | V              | S              | D              | Telespettatori | Share  |
| -------- | --------------- | ---- | -------------- | -------------- | -------------- | -------------- | -------------- | -------------- | -------------- | -------------- | ------ |
| 1ª       | Rai 1           | 2022 |                |                |                |                |                |                |                | 709.000        | 16,73% |
| 2ª       | Rai 1           | 2023 |                |                |                |                |                |                |                |                |        |
| 3ª       | Rai 1           | 2024 |                |                |                |                |                |                |                |                |        |
| 4ª       | Rai 1           | 2025 |                |                |                |                |                |                |                |                |        |